# Винтерхаузен
Винтерхаузен (њем. Winterhausen) град је у њемачкој савезној држави Баварска. Једно је од 52 општинска средишта округа Вирцбург. Према процјени из 2010. у граду је живјело 1.480 становника. Посједује регионалну шифру (AGS) 9679206.

## Географски и демографски подаци
Винтерхаузен се налази у савезној држави Баварска у округу Вирцбург. Град се налази на надморској висини од 188 метара. Површина општине износи 8,7 km². У самом граду је, према процјени из 2010. године, живјело 1.480 становника. Просјечна густина становништва износи 170 становника/km².

## Међународна сарадња
| Мјесто | Држава    | Врста сарадње | Од    |
| ------ | --------- | ------------- | ----- |
|        | Француска | партнерство   | 1992. |
| Извор  |           |               |       |